# Cecilio Salazar
Cecilio Salazar Cáceres, (San Pedro; 9 de diciembre de 1954) es un sindicalista y político argentino, que ocupa el cargo de Intendente del Partido de San Pedro desde 10 de diciembre de 2015 cuando fue electo por la ciudadanía el 52,56% de los votos. Asumió el 9 de diciembre de 2015. 
Dirigente del Partido FE San Pedro (2013) y Secretario General de la Unión Argentina de Trabajadores Rurales y Estibadores (UATRE) San Pedro (1974), también condujo la obra social del gremio, Obra Social del Personal Rural y Estibadores de la República Argentina (OSPRERA) como vicepresidente desde 1995 hasta 2015.
En 1991, fue designado Director Nacional de ISSARA (OSPRERA). En 1995, fue elegido vicepresidente nacional de la Obra Social del Personal Rural y Estibadores de la República Argentina, cargo que ocupó hasta 2015.
En 1999 fue elegido Presidente del Partido Justicialista de San Pedro, cargo que ocupó hasta su renuncia en 2003. Sigue siendo el Secretario General de UATRE San Pedro. Es uno de los dirigentes del Partido FE. El día 25 de octubre de 2015 es electo intendente con el 52,56 % de los sufragios, tras derrotar en las elecciones a los rivales del Frente para la Victoria, Frente Renovador y Progresistas. El 27 de octubre de 2019 fue reelecto Intendente del Partido de San Pedro por el frente electoral Juntos por el Cambio con el 56,01% de los votos.
Asumió la intendencia de San Pedro 2021 se sumó al Frente de Todos.
En 2021 asumió como uno de los integrantes del Directorio de la empresa Trenes Argentinos Cargas.
En abril de 2023 volvió a ocupar su cargo como Intendente de la Ciudad de San Pedro.
El 22 de octubre de 2023 fue reelecto Intendente del Partido de San Pedro por el frente electoral Unión por la Patria con el 37,28% de los votos.

## Trayectoria política

### Gabinete Municipal
| Gabinete Municipal de Celicilio Salazar | Gabinete Municipal de Celicilio Salazar | Gabinete Municipal de Celicilio Salazar |
| Secretario/Dirección | Titular | Período |
| --- | --- | --- |
| Jefatura de Gabinete Dirección de Personal Dirección de Fiscalización General | Alfredo Carrasco Sofía Fucci Juan Carlos Agüero | 11 de diciembre de 2023 - En el Cargo 11 de diciembre de 2023 - En el Cargo 11 de diciembre de 2023 - En el Cargo |
| Secretaría de Gobierno y Seguridad Dirección de Tránsito Dirección de Legal y Técnica Dirección Administrativa Junta Municipal de Defensa Civil Dirección de Coordinación Policial Delegación de Santa Lucía Delegación de Río Tala Delegación de Gobernador Castro Delegación Los Cazadores Subdelegación Vuelta de Obligado Subdelegación Pueblo Doyle | Martin Baraybar Verónica Cáceres Viviana Costa Walter Lacuadra Fabio Giovanetone José Luis Salas Sergio Barrio Walter Díaz Ángel Álvarez Jimena Mariño Hugo Borda Sebastián Farina | 11 de diciembre de 2023 - En el cargo 11 de diciembre de 2023 - En el Cargo 11 de diciembre de 2023 - En el Cargo 11 de diciembre de 2023 - En el Cargo 11 de diciembre de 2023 - En el Cargo 11 de diciembre de 2023 - En el Cargo 11 de diciembre de 2023 - En el Cargo 11 de diciembre de 2023 - En el Cargo 11 de diciembre de 2023 - En el Cargo 11 de diciembre de 2023 - En el Cargo 11 de diciembre de 2023 - En el Cargo 11 de diciembre de 2023 - En el Cargo |
| Secretaría de Economía y Hacienda Dirección de Contaduría Dirección de Tesorería Dirección de Rentas Oficina de Compras y Suministros Oficina Municipal de Defensa del Consumidor Dirección de Presupuesto | Roberto Borgo CP. Mariana Giosa Nadia Rodríguez Vacante Sabrina Utreras Montes Ignacio Coronel                                                                                     | 11 de diciembre de 2023 - En el cargo 11 de diciembre de 2023 - En el Cargo 11 de diciembre de 2023 - En el Cargo 11 de diciembre de 2023 - En el Cargo 11 de diciembre de 2023 - En el Cargo 11 de diciembre de 2023 - En el Cargo 11 de diciembre de 2023 - En el Cargo |
| Secretaría de Modernización y Coordinación Dirección de Modernización Dirección Administrativa General | Luciano Arias Ing. Gabriel Gaona Dra. María Luz García Dell'Acqua | 11 de diciembre de 2023 - En el Cargo 11 de diciembre de 2023 - En el Cargo 11 de diciembre de 2023 - En el Cargo |
| Secretaría de Desarrollo de la Comunidad Dirección de Comisiones de Fomento Dirección de Asistencia Directa Dirección de la Tercera Edad | Walter Sánchez Celina Bronce José Luis Franchini Silvia Triñanes | 11 de diciembre de 2023 - En el Cargo 11 de diciembre de 2023 - En el Cargo 11 de diciembre de 2023 - En el Cargo 11 de diciembre de 2023 - En el Cargo |
| 'Secretaría de Salud Dirección Hospital Subzonal "Dr. Emilio Ruffa" Dirección Hospital "26 de Julio" de Gobernador Castro Dirección Hospital de Santa Lucía Oficina de Bromatología Dirección de Administración General y Compras Dirección de Personal de Salud Dirección de Salud Mental                                                               | Dra. María de los Ángeles Vargas Vacante Lic. Daniela Alves Dr. Guillermo Rosales Saverio Gutiérrez CP. Silvio Jaime Augusto Ramos Vacante                                         | 11 de diciembre de 2023 - En el Cargo - 11 de diciembre de 2023 - En el Cargo 11 de diciembre de 2023 - En el Cargo 11 de diciembre de 2023 - En el Cargo 11 de diciembre de 2023 - En el Cargo - 11 de diciembre de 2023 - En el Cargo |
| Secretaría de Producción, Industria y Comercio Dirección de Producción Dirección de Medio Ambiente | Ariel Álvarez ""Vacante"" Gustavo Sola | 11 de diciembre de 2023 - En el Cargo - 11 de diciembre de 2023 - En el Cargo |
| Secretaría de Obras y Servicios Públicos Dirección de Servicios Públicos y Red Vial Dirección de Servicios Sanitarios Dirección de Cementerio Oficina de Obras, Planeamiento y Catastro Oficina de Escrituraciones | Arq. Mariano Brañas Vacante Adrián Devito Vacante | 11 de diciembre de 2023 - En el Cargo - 11 de enero de 2024 - En el Cargo - |
| Secretaría de Turismo, Cultura y Deportes Dirección de Cultura Dirección de Deportes Dirección de Turismo Dirección de Educación y Capacitación | Estefanía Bona Laserna David Kurlat Valentín Silvestre Bravo Estefanía Bona Laserna Alan Ocampo                                                                                    | 11 de diciembre de 2023 - En el Cargo 11 de diciembre de 2023 - En el Cargo 11 de diciembre de 2023 - En el Cargo 11 de diciembre de 2023 - En el Cargo 11 de diciembre de 2023 - En el Cargo |